# Oberalm
Oberalm település Ausztriában, Salzburg tartományban a Halleini járásban található. Területe 6,39 km², lakosainak száma 4 287 fő, népsűrűsége pedig 670,89 fő/km² (2016. január 1-jén). A település 452 méteres tengerszint feletti magasságban helyezkedik el.

## Fordítás
Ez a szócikk részben vagy egészben  az   Oberalm című német Wikipédia-szócikk ezen változatának fordításán alapul.  Az eredeti cikk szerkesztőit annak laptörténete sorolja fel. Ez a jelzés csupán a megfogalmazás eredetét és a szerzői jogokat jelzi, nem szolgál a cikkben szereplő információk forrásmegjelöléseként.